# 东京家政学院筑波女子大学短期大学部
东京家政学院筑波女子大学短期大学部（日语：／ Tokyō Kasei Gakuin Tsukuba Joshi Daigaku Tanki Daigakubu *），简称筑波短大，是过去一所位于日本茨城县筑波市的私立短期大学。前东京家政学院筑波短期大学（日语：／ Tokyō Kasei Gakuin Tsukuba Tanki Daigaku *）。

## 概要

### 简介
- 学校最早可以追溯到1923年[1]。短期大学为于1990年开办[1]、由学校法人东京家政学院经营、招生到于2004年[2]、停办于2007年。

### 历史
- 1990年 东京家政学院筑波短期大学成立并同时设置两学科、以下列举[1]。
  - 信息处理学科
  - 国际教养学科 [注 2]
- 1996年 改校名为东京家政学院筑波女子大学短期大学部[1]。
- 2004年  招生最后、次年停止招生（正式停办于2007年2月26日[2]）。

## 学校环境
- 校区：在了茨城县筑波市[注 1]

## 历任校长
- 柴沼晋：第一代短期大学校长[3]。

## 组织

### 学科
- 信息处理学科

### 前学科
| - 国际教养学科 |

### 专科
| - 没有 |

### 业余课程
| - 没有 |

## 相关链接
- 日本短期大学列表
- 东京家政学院短期大学：已停办